# Critérium du Dauphiné 2012
64. edycja kolarskiego wyścigu Critérium du Dauphiné odbyła się w dniach 3 do 10 czerwca 2012 roku. Trasa tego francuskiego, wieloetapowego wyścigu liczyła osiem etapów, o łącznym dystansie przekraczającym 1051 km. Wyścig zaliczany był do rankingu światowego UCI World Tour 2012.
Zwyciężył po raz drugi z rzędu kolarz brytyjski startujący w ekipie Sky Procycling Bradley Wiggins, drugi był Australijczyk Michael Rogers (również z grupy Sky Procycling), a trzeci Cadel Evans, także Australijczyk (grupa BMC Racing Team).
W wyścigu startował także polski kolarz, z numerem startowym 85. Maciej Paterski z ekipy Liquigas-Cannondale, który zajął 37. miejsce w klasyfikacji końcowej.

## Uczestnicy
Na starcie wyścigu stęły 22 ekipy. Wśród nich znalazły się wszystkie osiemnaście ekip UCI World Tour 2012 oraz cztery inne zaproszone przez organizatorów – Cofidis, Argos-Shimano, Saur-Sojasun i Team Europcar.
Lista drużyn uczestniczących w wyścigu:
| Numery  | Kod | Drużyna                |
| ------- | --- | ---------------------- |
| 1-8     | SKY | Sky Procycling         |
| 11-18   | BMC | BMC Racing Team        |
| 21-28   | AST | Pro Team Astana        |
| 31-38   | LTB | Lotto-Belisol          |
| 41-48   | KAT | Team Katusha           |
| 51-58   | EUC | Team Europcar          |
| 61-68   | ALM | Ag2r-La Mondiale       |
| 71-78   | RNT | RadioShack-Nissan-Trek |
| 81-88   | LIQ | Liquigas-Cannondale    |
| 91-98   | COF | Cofidis                |
| 101-108 | EUS | Euskaltel-Euskadi      |

| Numery  | Kod | Drużyna                      |
| ------- | --- | ---------------------------- |
| 111-118 | FDJ | FDJ-BigMat                   |
| 121-128 | GRM | Garmin-Barracuda             |
| 131-138 | LAM | Lampre ISD                   |
| 141-148 | SAX | Team Saxo Bank               |
| 151-158 | MOV | Movistar Team                |
| 161-168 | OPQ | Omega Pharma-Quick Step      |
| 171-178 | OGE | Orica-GreenEdge Cycling Team |
| 181-188 | RAB | Rabobank Cycling Team        |
| 191-198 | SAU | Saur-Sojasun                 |
| 201-208 | ARG | Argos-Shimano                |
| 211-218 | VCD | Vacansoleil-DCM              |

## Etapy
| Etap   | Data       | Start - Meta                         | km    | Typ | Zwycięzca etapu      | Lider           |
| ------ | ---------- | ------------------------------------ | ----- | --- | -------------------- | --------------- |
| prolog | 3 czerwca  | Grenoble                             | 5,7   |     | Luke Durbridge       | Luke Durbridge  |
| 1      | 4 czerwca  | Seyssins – Saint-Vallier             | 187   |     | Cadel Evans          | Bradley Wiggins |
| 2      | 5 czerwca  | Lamastre – Saint-Félicien            | 160   |     | Daniel Moreno        | Bradley Wiggins |
| 3      | 6 czerwca  | Givors – La Clayette                 | 167   |     | Edvald Boasson Hagen | Bradley Wiggins |
| 4      | 7 czerwca  | Villié-Morgon – Bourg-en-Bresse      | 53,5  |     | Bradley Wiggins      | Bradley Wiggins |
| 5      | 8 czerwca  | Saint-Trivier-sur-Moignans – Rumilly | 186,5 |     | Arthur Vichot        | Bradley Wiggins |
| 6      | 9 czerwca  | Saint-Alban-Leysse – Morzine         | 167,5 |     | Nairo Quintana       | Bradley Wiggins |
| 7      | 10 czerwca | Morzine – Châtel                     | 124,5 |     | Daniel Moreno        | Bradley Wiggins |

### Prolog - 3 czerwca 2012: Grenoble - 5,7 km
| #    | Zawodnik        | Zespół | Czas   |
| ---- | --------------- | ------ | ------ |
| 1.   | Luke Durbridge  | GEC    | 6' 38" |
| 2.   | Bradley Wiggins | SKY    | + 1"   |
| 3.   | Andrij Hrywko   | AST    | + 3"   |
|      |                 |        |        |
| 144. | Maciej Paterski | LIQ    | + 36"  |

| #    | Zawodnik        | Zespół | Czas   |
| ---- | --------------- | ------ | ------ |
| 1.   | Luke Durbridge  | GEC    | 6' 38" |
| 2.   | Bradley Wiggins | SKY    | + 1"   |
| 3.   | Andrij Hrywko   | AST    | + 3"   |
|      |                 |        |        |
| 144. | Maciej Paterski | LIQ    | + 36"  |

### Etap 1 – 4 czerwca 2012: Seyssins > Saint-Vallier - 187 km
| #    | Zawodnik           | Zespół | Czas       |
| ---- | ------------------ | ------ | ---------- |
| 1.   | Cadel Evans        | BMC    | 4h 36' 21" |
| 2.   | Jérôme Coppel      | SAU    | + 0"       |
| 3.   | Andriej Kaszeczkin | AST    | + 0"       |
|      |                    |        |            |
| 103. | Maciej Paterski    | LIQ    | + 27"      |

| #    | Zawodnik        | Zespół | Czas       |
| ---- | --------------- | ------ | ---------- |
| 1.   | Bradley Wiggins | SKY    | 4h 43' 04" |
| 2.   | Cadel Evans     | BMC    | + 1"       |
| 3.   | Andrij Hrywko   | AST    | + 2"       |
|      |                 |        |            |
| 107. | Maciej Paterski | LIQ    | + 58"      |

### Etap 2 – 5 czerwca 2012: Lamastre > Saint-Félicien - 160 km
| #   | Zawodnik        | Zespół | Czas       |
| --- | --------------- | ------ | ---------- |
| 1.  | Daniel Moreno   | KAT    | 4h 02' 38" |
| 2.  | Julien Simon    | SAU    | + 0"       |
| 3.  | Tony Gallopin   | RNT    | + 0"       |
|     |                 |        |            |
| 74. | Maciej Paterski | LIQ    | + 36"      |

| #   | Zawodnik        | Zespół | Czas       |
| --- | --------------- | ------ | ---------- |
| 1.  | Bradley Wiggins | SKY    | 8h 45' 42" |
| 2.  | Cadel Evans     | BMC    | + 1"       |
| 3.  | Andrij Hrywko   | AST    | + 2"       |
|     |                 |        |            |
| 78. | Maciej Paterski | LIQ    | + 1' 34"   |

### Etap 3 – 6 czerwca 2012: Givors > La Clayette - 167 km
| #   | Zawodnik             | Zespół | Czas       |
| --- | -------------------- | ------ | ---------- |
| 1.  | Edvald Boasson Hagen | SKY    | 4h 22' 13" |
| 2.  | Gerald Ciolek        | OPQ    | + 0"       |
| 3.  | Borut Božič          | AST    | + 0"       |
|     |                      |        |            |
| 65. | Maciej Paterski      | LIQ    | + 0"       |

| #   | Zawodnik        | Zespół | Czas        |
| --- | --------------- | ------ | ----------- |
| 1.  | Bradley Wiggins | SKY    | 13h 07' 55" |
| 2.  | Cadel Evans     | BMC    | + 1"        |
| 3.  | Andrij Hrywko   | AST    | + 2"        |
|     |                 |        |             |
| 78. | Maciej Paterski | LIQ    | + 1' 34"    |

### Etap 4 – 7 czerwca 2012: Villié-Morgon > Bourg-en-Bresse - 53,5 km
| #   | Zawodnik        | Zespół | Czas       |
| --- | --------------- | ------ | ---------- |
| 1.  | Bradley Wiggins | SKY    | 1h 03' 12" |
| 2.  | Tony Martin     | OPQ    | + 34"      |
| 3.  | Michael Rogers  | SKY    | + 1' 11"   |
|     |                 |        |            |
| 66. | Maciej Paterski | LIQ    | + 5' 37"   |

| #   | Zawodnik        | Zespół | Czas        |
| --- | --------------- | ------ | ----------- |
| 1.  | Bradley Wiggins | SKY    | 14h 11' 07" |
| 2.  | Tony Martin     | OPQ    | + 38"       |
| 3.  | Michael Rogers  | SKY    | + 1' 20"    |
|     |                 |        |             |
| 62. | Maciej Paterski | LIQ    | + 7' 11"    |

### Etap 5 – 8 czerwca 2012: Saint-Trivier-sur-Moignans > Rumilly - 186,5 km
| #   | Zawodnik        | Zespół | Czas       |
| --- | --------------- | ------ | ---------- |
| 1.  | Arthur Vichot   | FDJ    | 4h 42' 17" |
| 2.  | Egoi Martínez   | EUS    | + 26"      |
| 3.  | Dmitrij Fofonow | AST    | + 26"      |
|     |                 |        |            |
| 48. | Maciej Paterski | LIQ    | + 59"      |

| #   | Zawodnik        | Zespół | Czas        |
| --- | --------------- | ------ | ----------- |
| 1.  | Bradley Wiggins | SKY    | 18h 54' 23" |
| 2.  | Tony Martin     | OPQ    | + 38"       |
| 3.  | Michael Rogers  | SKY    | + 1' 20"    |
|     |                 |        |             |
| 34. | Maciej Paterski | LIQ    | + 7' 11"    |

### Etap 6 – 9 czerwca 2012: Saint-Alban-Leysse > Morzine - 167,5 km
| #   | Zawodnik        | Zespół | Czas       |
| --- | --------------- | ------ | ---------- |
| 1.  | Nairo Quintana  | MOV    | 4h 46' 12" |
| 2.  | Cadel Evans     | BMC    | + 16"      |
| 3.  | Daniel Moreno   | KAT    | + 24"      |
|     |                 |        |            |
| 75. | Maciej Paterski | LIQ    | + 10' 36"  |

| #   | Zawodnik        | Zespół | Czas        |
| --- | --------------- | ------ | ----------- |
| 1.  | Bradley Wiggins | SKY    | 23h 40' 59" |
| 2.  | Michael Rogers  | SKY    | + 1' 20"    |
| 3.  | Cadel Evans     | BMC    | + 1' 36"    |
|     |                 |        |             |
| 49. | Maciej Paterski | LIQ    | + 17' 23"   |

### Etap 7 – 10 czerwca 2012: Morzine > Châtel - 124,5 km
| #   | Zawodnik          | Zespół | Czas       |
| --- | ----------------- | ------ | ---------- |
| 1.  | Daniel Moreno     | KAT    | 2h 59' 37" |
| 2.  | Luis León Sánchez | RAB    | + 0"       |
| 3.  | Cadel Evans       | BMC    | + 0"       |
|     |                   |        |            |
| 21. | Maciej Paterski   | LIQ    | + 15"      |

| #   | Zawodnik        | Zespół | Czas        |
| --- | --------------- | ------ | ----------- |
| 1.  | Bradley Wiggins | SKY    | 26h 40' 46" |
| 2.  | Michael Rogers  | SKY    | + 1' 17"    |
| 3.  | Cadel Evans     | BMC    | + 1' 26"    |
|     |                 |        |             |
| 37. | Maciej Paterski | LIQ    | + 17' 28"   |

## Liderzy klasyfikacji po etapach
| Etap                 | Zwycięzca            | Klasyfikacja generalna | Klasyfikacja górska | Klasyfikacja punktowa | Klasyfikacja młodzieżowa | Klasyfikacja drużynowa |
| -------------------- | -------------------- | ---------------------- | ------------------- | --------------------- | ------------------------ | ---------------------- |
| P                    | Luke Durbridge       | Luke Durbridge         |                     | Luke Durbridge        | Luke Durbridge           | Orica-GreenEdge        |
| 1                    | Cadel Evans          | Bradley Wiggins        | Giovanni Bernaudeau | Cadel Evans           | Edvald Boasson Hagen     | Sky Procycling         |
| 2                    | Daniel Moreno        | Bradley Wiggins        | Blel Kadri          | Cadel Evans           | Tony Gallopin            | Sky Procycling         |
| 3                    | Edvald Boasson Hagen | Bradley Wiggins        | Giovanni Bernaudeau | Tony Gallopin         | Tony Gallopin            | Sky Procycling         |
| 4                    | Bradley Wiggins      | Bradley Wiggins        | Giovanni Bernaudeau | Tony Gallopin         | Wilco Kelderman          | Sky Procycling         |
| 5                    | Arthur Vichot        | Bradley Wiggins        | Cayetano Sarmiento  | Tony Gallopin         | Wilco Kelderman          | Sky Procycling         |
| 6                    | Nairo Quintana       | Bradley Wiggins        | Cayetano Sarmiento  | Cadel Evans           | Wilco Kelderman          | Sky Procycling         |
| 7                    | Daniel Moreno        | Bradley Wiggins        | Cayetano Sarmiento  | Cadel Evans           | Wilco Kelderman          | Sky Procycling         |
| Klasyfikacja końcowa | Klasyfikacja końcowa | Bradley Wiggins        | Cayetano Sarmiento  | Cadel Evans           | Wilco Kelderman          | Sky Procycling         |

## Końcowa klasyfikacja generalna
| M-ce | Imię i nazwisko       | Drużyna                | Czas        |
| ---- | --------------------- | ---------------------- | ----------- |
| 1.   | Bradley Wiggins       | Sky Procycling         | 26h 40' 46" |
| 2.   | Michael Rogers        | Sky Procycling         | + 1' 17"    |
| 3.   | Cadel Evans           | BMC Racing Team        | + 1' 26"    |
| 4.   | Chris Froome          | Sky Procycling         | + 1' 45"    |
| 5.   | Jurgen Van den Broeck | Lotto-Belisol          | + 2' 12"    |
| 6.   | Wasyl Kiryjenka       | Movistar Team          | + 2' 58"    |
| 7.   | Janez Brajkovič       | Pro Team Astana        | + 3' 07"    |
| 8.   | Wilco Kelderman       | Rabobank Cycling Team  | + 3' 26"    |
| 9.   | Richie Porte          | Sky Procycling         | + 3' 34"    |
| 10.  | Haimar Zubeldia       | RadioShack-Nissan-Trek | + 3' 50"    |